# Solopaca
Solopaca là một đô thị ở tỉnh Benevento trong vùng Campania của Ý. Đô thị này nằm ở vị trí khoảng 45 km về phía đông bắc của Napoli và khoảng 20 km về phía tây bắc của Benevento. Tại thời điểm ngày 31 tháng 12 năm 2004, đô thị này có dân số 4.134 người và diện tích là 31 km².
Solopaca giáp các đô thị: Castelvenere, Frasso Telesino, Guardia Sanframondi, Melizzano, Telese Terme, Vitulano.